# マイケル・オーウェン
マイケル・ジェームス・オーウェン (Michael James Owen, 1979年12月14日 - ）は、イングランド・チェシャー州チェスター出身の元サッカー選手。現役時代のポジションはフォワード。元イングランド代表。

## 概要
サッカー選手であったテリー・オーウェンの息子であり、リヴァプールFCの下部組織からトップチームに昇格し、1997年5月にデビュー。初めてフルシーズンを戦った1997-98シーズンに18ゴールを挙げプレミアリーグ得点王となった。1997-98シーズンから2003-04シーズンまで7年間リヴァプールのシーズン最多得点者であり続けた。リヴァプールではリーグ戦で216試合に出場し、118ゴールを挙げた。
代表では、1998年に当時イングランド史上最年少でイングランド代表代表デビューを飾り、最年少ゴールも記録した。1998 FIFAワールドカップ 、EURO2000、2002 FIFAワールドカップ、EURO2004で得点を挙げ、4つのメジャー大会で得点を記録している唯一の選手となっている。イングランド代表では出場89試合で歴代6位の40ゴールを記録している。

## 生い立ち
チェシャー州チェスターで1979年12月14日にジャネットとテリー・オーウェンの4番目の子供として生を受けた。父は元サッカー選手であり、チェスター・シティやエヴァートンなどのクラブでプレイしていた。父から家族の中で最も有望だとみなされたオーウェンは7歳の時にサッカーを始めた。エヴァートンのファンであったオーウェンは、ウェールズのハワーデンにあるレクター・ドリュー・プライマリー・スクールに通い、10歳の頃には既に多くのスカウトの注目を集めていた。
後にディーサイド・プライマリー・スクールに通い、そこのサッカーチームでは2年間で97得点を挙げ、イアン・ラッシュが保持していた72得点の記録を更新し、モールド・アレクアンドラのユースチームでは地元の体育教師であったハワード・ロバーツが年齢が下の選手が上のカテゴリーでプレイできるようリーグを説得して以降、8歳でU-10のチームでプレイしていた。モールド・アレクサンドラでのデビュー戦でゴールを挙げ、地元のライバルであるベイギルトとの試合の勝利に貢献した。ディーサイドを離れてからはハワーデン・ハイ・スクールに通い、そこのスクールチームでもプレイをした。

## クラブ経歴

### リヴァプール

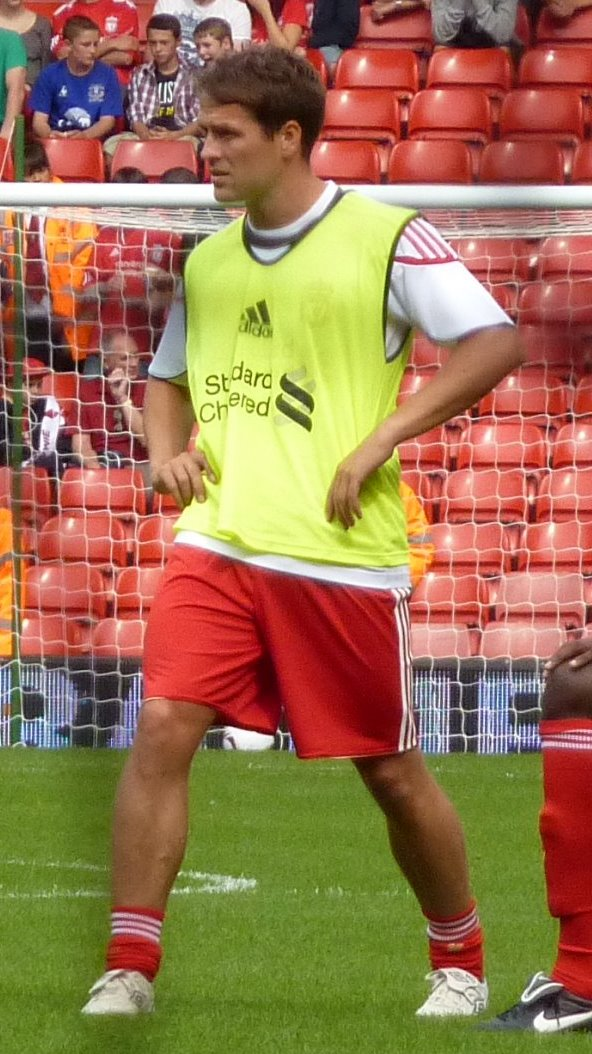
リヴァプールのユニフォームを着てジェイミー・キャラガーのテスティモニアルマッチに出場するオーウェン（2010年）。

13歳になりハイ・スクールに通い始めたオーウェンはスクールボーイ契約を結べる資格を有していた。チェルシーFC、マンチェスター・ユナイテッドFC、アーセナルFCからも誘いを受けたが、オーウェンはリヴァプールFCを選び、14歳の時にクラブはシュロップシャー州リレシャルにあるFAのスクールに通うようにオーウェンを説得した。この時までオーウェンはハワーデン・ハイ・スクールで学習を続けており、10科目のGCSEを取得した。
卒業後16歳でクラブと練習生契約を結び、4-1で勝利した1996年のFAユースカップ決勝ではフランク・ランパード、リオ・ファーディナンド擁するウェストハム・ユナイテッドFCと対戦し、得点を奪った。その4ヶ月後の17歳の誕生日にクラブとプロ契約を結んだ。
1997年5月6日に行われたウィンブルドンFC戦でトップチームデビューを飾り、デビュー戦で初得点を記録したが、チームは1-2で敗れた。
ロビー・ファウラーが怪我によりチームを離脱していたため、1997-98シーズンはポール・インス、スティーヴ・マクマナマンらとともにレギュラーとしてプレイした。UEFAカップのセルティックFC戦でUEFAの大会での初得点を記録し、リーグカップのグリムズビー・タウンFC戦でハットトリックを達成した。アンフィールドで行われ2-3で敗れたサウサンプトンFCでは2得点を挙げ、翌週にヒルズボロ・スタジアムで行われたシェフィールド・ウェンズデイFC戦ではリーグ戦で初となるハットトリックを達成した。
最終的にプレミアリーグでは、ブラックバーン・ローヴァーズFCのクリス・サットン、コヴェントリー・シティFCのディオン・ダブリンと並び18得点で得点王となり、PFA年間最優秀若手選手賞を受賞した。
1998-99シーズンもオーウェン個人は40試合に出場し23得点を挙げたが、チームはUEFAカップの出場権すら得られない7位でシーズンを終えた。1999年4月12日に行われたリーズ戦でハムストリングを負傷し、慢性的な怪我であることが判明すると同時にシーズンは終わりを告げた。
1999-2000シーズンは昨シーズンに負った負傷と怪我に悩まされたが、12得点を挙げ、クラブのUEFAカップの出場権獲得に貢献した。
EURO2000開幕前までオーウェンはハムストリングの問題に悩まされ、バイエルン・ミュンヘンのハンス＝ヴィルヘルム・ミュラー＝ヴォールファールト医師の診察を受けた。
2000-01シーズンは近年で最も成功を収めたシーズンである。リーグカップとFAカップとUEFAカップのタイトルを獲得し、FAカップ決勝のアーセナル戦では残り10分でオーウェンが2得点を決め逆転に成功した。この試合は「マイケル・オーウェンの決勝戦」と呼ばれている。
FAカップとUEFAカップを制したことにより、チャリティー・シールドとUEFAスーパーカップの出場権を得たリヴァプールは両試合ともに勝利した。マンチェスター・ユナイテッドとのチャリティー・シールドでは決勝点を決め、2-1の勝利に貢献し、バイエルンとのスーパーカップではチームの3点目を決めた。リヴァプールは1年間で5つのトロフィーを獲得したイングランド初のチームとなり、翌週に行われたバイエルンのゴールキーパーであるオリバー・カーンを擁するドイツ戦ではハットトリックを達成した。その年の終わりにはリヴァプールの選手として初めてバロンドールを受賞し、『ワールドサッカー』誌が選出する最優秀選手にイングランド人として、また、プレミアリーグに所属する選手として初めて選出された。2001年12月21日に行われたウェストハム・ユナイテッドFCでリヴァプールでの通算100得点を達成した。2001-02シーズンは2位でリーグ戦を終え、オーウェンは28得点を挙げた。
2002-03シーズンも好調を維持し、28得点を決めた。リーグタイトルへの期待も高まったが、最終的に5位でシーズンを終えた。リーグカップ決勝ではオーウェンも得点を決め、マンチェスター・ユナイテッドに2-0で勝利し、ウェスト・ブロムウィッチ・アルビオンFC戦でプレミアリーグ通算100得点を達成した。
2003-04シーズンは怪我に苦しんだが、19得点を挙げ、2004年2月15日のポーツマスFC戦で自身通算150得点を達成した。
ジェラール・ウリエが監督を解任され、オーウェンもクラブを離れるのではないかという噂が流れた。2004-05シーズンのチャンピオンズリーグ予備予選でカップタイドを避けるために出場せず、2004年8月13日に800万ポンドの移籍金でレアル・マドリードへ移籍することになり、この移籍に伴いアントニオ・ヌニェスがリヴァプールに加入することになった。1998年からオーウェンは毎シーズン、クラブの最多得点者であった。

### レアル・マドリード

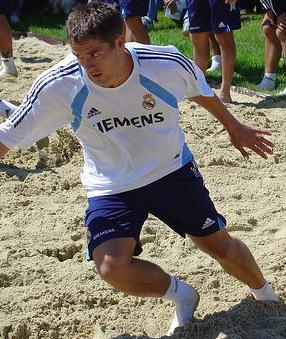
レアル・マドリーでのトレーニングキャンプの様子。

レアル・マドリードでは11番を与えられた。レアルではシーズンの初めはファンやスペインの記者からコンディションの悪さを指摘されたが、2004年10月に代表戦から戻るとチャンピオンズリーグのディナモ・キーウ戦で初得点を記録し、1-0の勝利に貢献した。その数日後に行われたバレンシアCF戦でリーグ戦初得点を記録し、その後4試合で3得点を挙げ、7試合で5得点を挙げる活躍を見せた。最終的にリーガ・エスパニョーラでは最高の得点率を記録した。2005年の夏にクラブはロビーニョとジュリオ・バチスタと契約し、オーウェンはプレミアリーグに復帰することになった。

### ニューカッスル・ユナイテッド
2005年8月24日、選手の代理人とは交渉中であったが、ニューカッスル・ユナイテッドFCはクラブ記録となる移籍金1680万ポンドでオーウェンの獲得にクラブ間で合意したと発表した。リヴァプールとエヴァートンFCも獲得に興味を示していたが、レアルの提示した金額を支払う意思はなかった。代表でのポジションを掴むために多くの出場機会を得る必要があり、年俸1200万ポンドと噂される中、ニューカッスルへの加入が決定した。当初、オーウェン自身はリヴァプールに戻りたがっているという報道がなされたが、8月31日にニューカッスルと4年間の契約を結んだ。余談ではあるが2007年に公開された映画「GOAL!2」の劇中においては、オーウェンは同作の主人公とのトレードでニューカッスルへ移籍したという設定となっている。セント・ジェームズ・パークで行われた入団発表にはおよそ20,000人のファンが集まったが、プレシーズンに大腿を負傷したため、2005-06シーズンの開幕には間に合わなかった。リーグ戦での初得点はニューカッスルで2試合目の出場となった9月18日に行われ、3-0で勝利したブラックバーン・ローヴァーズFC戦で決めた得点であり、チームの2点目を決め、チームもシーズン初勝利を挙げた。12月17日に行われたウェストハム・ユナイテッドFC戦ではハットトリックを達成し、4-2の勝利に貢献した。3得点はそれぞれ左足、右足、ヘディングで決めた。
12月31日に行われたトッテナム・ホットスパーFC戦で中足骨を骨折し、早期に復帰するために金属製のピンを埋め込む手術を受けた。3月末頃の復帰が期待されたが、期待した通りの成果は得られず、2006年3月24日に簡単な手術を受け、シーズン最後の数週間に向けて決意を述べた。4月29日に行われたバーミンガム・シティFC戦で62分から交代で出場し、チームに復帰したが、試合後には足の状態について100％とは言えないと話した。X線検査を受け、ニューカッスルのシーズン最後の試合には出場できなかった。
ワールドカップで負った右膝の前十字靭帯断裂は回復まで1年近くを要し、2007年4月まで試合に出場できなかった。ワールドカップで負ったオーウェンの深刻な怪我を契機にFIFAとFAを中心に選手が出場する義務を負う試合で負傷した場合の補償について議論が起こり、ニューカッスルはオーウェンがワールドカップで負った怪我によりプレミアリーグやその他のカップ戦の試合に長期に渡り出場できないことに憤慨していた。怪我をして以降、FIFAとFAは従来の保険契約に基づきオーウェンの週給110,000ポンドの内50,000ポンドを支払っていた。2006年9月までニューカッスルはFAに対して2000万ポンドのさらなる補償を求めて訴えると話していた。オーウェンの今回のケースを契機に2004年にモロッコ代表の選手が負った怪我についても取り上げられた。ニューカッスルの求める補償金額の内訳は、オーウェンの代役として獲得したオバフェミ・マルティンスの移籍金620万ポンド、オーウェンの給料、長期の離脱がオーウェンに与える影響、リーグ戦とカップ戦の戦績への影響、オーウェンの4年契約の減価償却、医療費を試算してのものであった。2007年2月、FIFAは100万ポンドの最後の補償額を提示した。2007年4月までニューカッスルはFAに対し今後オーウェンの招集には応じない可能性を示唆した。最終的にFIFAとFAとクラブは和解し、FIFAは600万から700万ポンドを支払い、ニューカッスルはオーウェンの給料は満額支払われていると述べたため、総額で1000万ポンドに達すると見られている。オーウェンの補償を巡って、FAはイングランド代表選手にかかる保険金の額を100,000ポンドに倍増し、FIFAはワールドカップで負傷した際の補償金を支払うための基金を導入した。

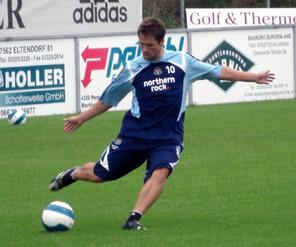
ニューカッスルで練習中のオーウェン（2007年）。

2007年2月12日、オーウェンは軽い練習を行い、クラブの公式サイトにランニング風景の写真などを掲載した。4月10日に行われたグレトナとの親善試合で実戦復帰し、その試合で得点を決めた。4月30日に行われたレディングFC戦に90分間出場したが、チームは0-1で敗れた。
2007年5月9日、クラブのチェアマンであるフレディ・シェパードは2006-07シーズン終了後に1000万ポンド以下の金額でオーウェンが別のクラブに移籍できるという報道に対して怒りをもって反応した。リヴァプールファンの一部は復帰を求め、新たに監督に就任したサム・アラダイスもオーウェンの契約に契約解除の条項が盛り込まれていることを明かしたが、オーウェンは移籍する意思がないと話した。
移籍のルールでは契約最終年である2008-09シーズンの1月には他のクラブと仮契約を結ぶことが可能となっていた。2008年12月22日にクラブから提示された新契約は拒否したが、1月の移籍市場で移籍しないことを条件にシーズン終了後まで契約の延長について協議しないと述べた。2009年5月15日に『デイリー・エクスプレス』がオーウェンに関心を示しているプレミアリーグのクラブは存在せず、オーウェンのキャリアは事実上終了し、引退を示唆しているという記事を掲載したが、公的な謝罪を求めロンドンの高等裁判所に訴え、損害賠償を勝ち取った。シーズン最後の8試合はアラン・シアラーが監督を務めたが、シーズン最終日の2009年5月24日にクラブの15シーズンぶりの降格が決定した。6月14日にはオーウェンのマネジメント会社であるワッサーマン・メディア・グループがいくつかのクラブに34ページに渡るオーウェンのパンフレットを送付していたことが明らかになった。6月22日、オーウェンはプレミアリーグのクラブか国外のトップリーグでのプレイを望み、ニューカッスルとの契約を更新しないことを明らかにし、契約が満了し、フリートランスファーの身となる6月30日までいかなるクラブとも交渉しないと報道された。

### マンチェスター・ユナイテッド

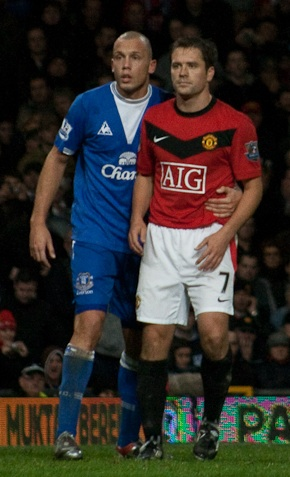
マンチェスター・ユナイテッドでプレイするオーウェン。左はヨニー・ハイティンハ。

2009年7月3日、マンチェスター・ユナイテッドと2年間の契約を結んだことが発表された。アレックス・ファーガソンからのアプローチは突然の思いがけないものであった。背番号はレアル・マドリードに移籍したクリスティアーノ・ロナウドが背負っていた7番に決まった。この番号はエリック・カントナ、ブライアン・ロブソン、デビッド・ベッカム、ジョージ・ベストというユナイテッドの名選手たちが付けていた番号である。
ユナイテッドでのリーグ戦デビューは2009年8月16日に行われ、1-0で勝利したバーミンガム・シティ戦であり、交代で出場した。公式戦での初得点は8月22日に行われ、5-0で勝利したウィガン・アスレティックFC戦で記録したゴールである。9月20日に行われたマンチェスター・ダービーではアディショナル・タイムに決勝ゴールを決め、4-3の勝利に貢献した。試合後には、「すぐにゴールシーンを思い返すことは出来ないが、僕のキャリアにとって重要なものになる。」と、話した。10月27日に行われたリーグカップ4回戦のバーンズリー戦で得点を決め2-0の勝利に貢献した。マンチェスター・ユナイテッドにおけるチャンピオンズリーグでの初得点は11月3日に行われたCSKAモスクワ戦で決めたゴールであり、試合は3-3の引き分けに終わった。2010年のワールドカップメンバー入りを目指すオーウェンは12月8日に行われたVfLヴォルフスブルク戦で2005年以来となるハットトリックを決めるなどアピールしたが、2010年2月28日に行われたリーグカップ決勝のアストン・ヴィラFC戦で先制点を挙げるも前半42分に負傷により交代となった。当初はすぐに復帰できる怪我だと考えられていたが、3月5日に残りのシーズンを欠場することが発表された。
怪我から復帰したオーウェンは2010年8月4日にアビバ・スタジアムで行われたリーグ・オブ・アイルランド選抜とのプレシーズンマッチに出場し、得点を決めた。公式戦では9月22日に行われたリーグカップ3回戦のスカンソープ・ユナイテッドFC戦で2点を挙げ、シーズン初得点を記録した。4日後に行われたボルトン・ワンダラーズFC戦ではファーストタッチでゴールを決めリーグ戦初得点を記録した。2011年2月25日には監督であるアレックス・ファーガソンが残りのシーズンにおいてオーウェンは重要な戦力になると話したが、鼠蹊部を負傷し、その後に行われた4試合を欠場することになった。
FCバルセロナとのチャンピンオンズリーグ決勝はメンバー入りしたが出場機会は与えられなかった。2011年6月に1年間の契約延長を結んだことが発表された。2012年5月、自身のツイッターにて、同シーズン限りでマンチェスター・ユナイテッドを退団する事を明らかにした。

### ストーク・シティ

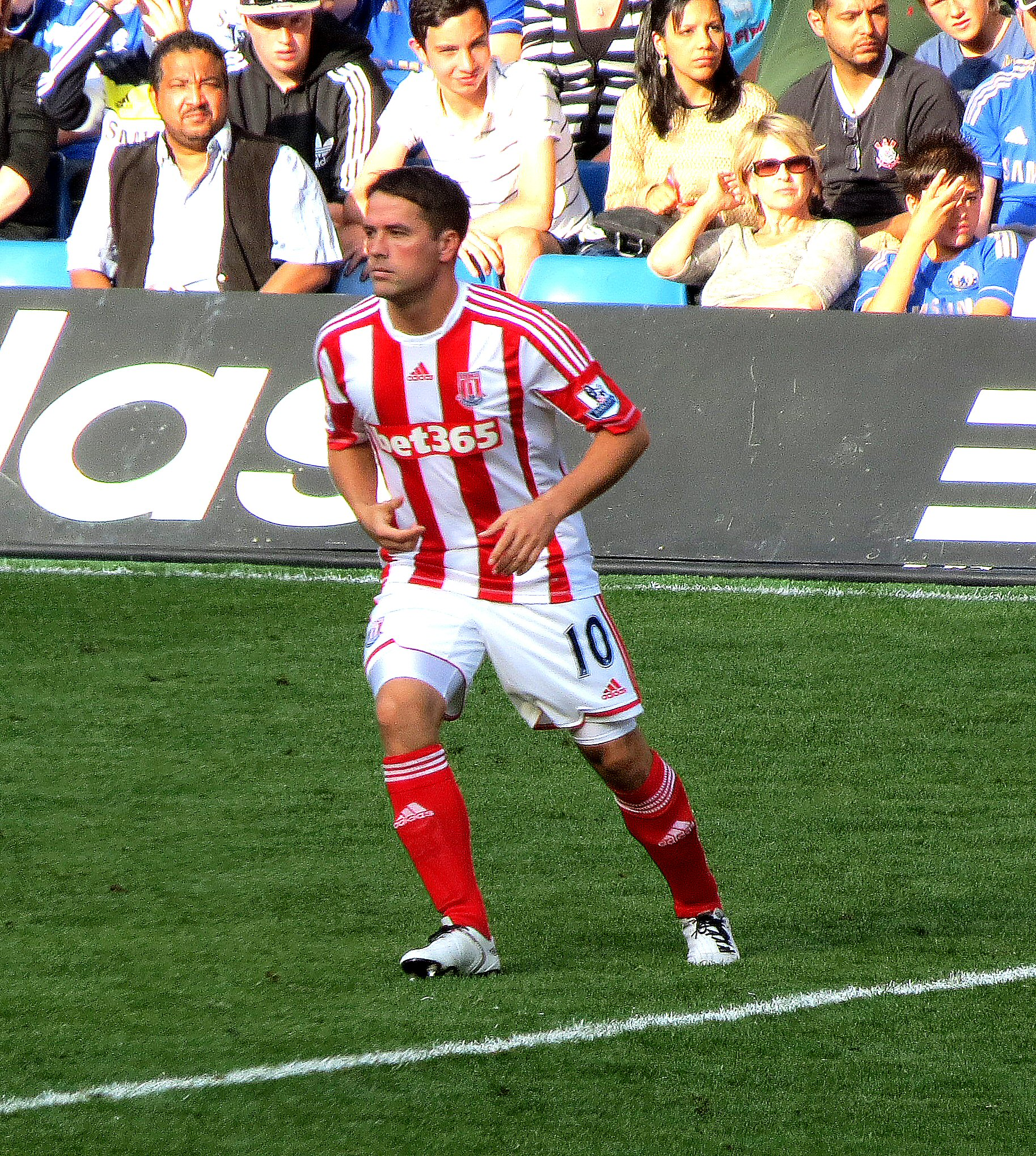
2012年9月22日に行われたチェルシー戦に出場したオーウェン

2012年9月4日にストーク・シティFCへの加入が発表された。2013年1月19日のリーグ第23節スウォンジー・シティ戦で移籍後初得点を挙げた。オーウェンにとってリーグでの得点は2010-11シーズンの最終節が行われた2011年5月22日のブラックプールFC以来1年7か月ぶりであった。
2013年3月19日、2012-13シーズン終了後の現役引退を自らのサイトで発表した。5月19日の最終節サウサンプトンFC戦において、74分から途中出場し33歳で現役生活に別れを告げた。オーウェンに得点は無く試合は1-1のドローで終わったが、試合終了後には両チームのサポーターよりスタンディングオベーションを受けた。

## 代表経歴
U-20代表では1997 FIFAワールドユース選手権に出場し、4試合で3得点を挙げた。1998年2月11日に行われたチリとの親善試合でA代表デビューを飾る前にU-21代表としてキャロウ・ロードで行われたギリシャ戦に出場し、得点を記録している。チリ戦に出場したオーウェンは18歳と59日であり、20世紀にデビューした選手の中では最年少の記録となっている。
オーウェンは若さ溢れる熱意と抜群の瞬発力、スピードにより国民的な人気を集め、ファンの多くは1998年に開催されるワールドカップでレギュラーとしてプレイすることを熱望した。初得点は大会前に行われたモロッコとの親善試合で生まれ、このゴールにより彼への評価はさらに高まった。このゴールは2003年にウェイン・ルーニーに更新されるまで、イングランド代表史上最年少ゴールであった。
グレン・ホドルより1998 FIFAワールドカップのメンバーに選ばれたが、最初の2試合はスターティングメンバーから外れた。しかし、交代で出場した第2戦のルーマニア戦は1-2で敗れたが得点を決め、ポストに当てるシュートも放った。この試合以降、ホドルはスターティングメンバーでオーウェンを起用し、決勝トーナメント一回戦のアルゼンチン戦ではロベルト・アジャラとホセ・チャモを抜き去り、個人技からゴールを奪った。
試合は引き分けに終わりPK戦の末敗れたが、MVP投票ではベスト4未満のチームの選手として最高の7位に入った。オーウェンはイングランド代表で確固たる地位を確立し、国民からの人気は大幅に高まった。その年の終わりには一般投票により、BBCスポーツ・パーソナリティ・オブ・ザ・イヤーを受賞した。
その後はEURO2000、2002 FIFAワールドカップ、EURO2004に出場し、3大会全てで得点を記録しており、4つの主要な国際大会でゴールを決めた唯一の選手となっている。
2002年4月、デビッド・ベッカムが欠場したため、パラグアイとの親善試合でキャプテンを務めた。1963年のボビー・ムーア以来となる若さであり、その後もベッカムが出場していない場合はキャプテンを務めた。2006年5月25日には2006 FIFAワールドカップ前のコンディション調整を目的としたベラルーシとのB代表の試合に出場し、61分に交代するまでキャプテンを務めた。
2006 FIFAワールドカップではパラグアイ戦、トリニダード・トバゴ戦に出場したがゴールは決められなかった。代表80試合目となる3戦目のスウェーデン戦で試合開始51秒で左膝を捻り、担架で運び出された。その後の検査で左膝の前十字靭帯を断裂していることが明らかとなり、決勝トーナメントに出場することは出来なかった。
2006年9月6日にはリチャード・ステッドマン医師の手術を受けたが、2007年4月まで欠場を余儀なくされ、EURO2008予選の最初の6試合に出場できなかった。B代表の試合であるアルバニア戦で代表に復帰し、ブラジル戦とエストニア戦に向けたA代表のメンバーに招集された。オーウェンは2試合ともに出場し、エストニア戦ではゴールを決め、ガリー・リネカーが保持していた親善試合を除いた国際試合の得点記録を更新した。オーウェンの代表戦での最後の得点は3-0で勝利したロシア戦で挙げたゴールとなっている。
ロシア戦では2得点を挙げ、新旧ウェンブリ―・スタジアムでゴールを決めた最初の選手となった。これまで89試合に出場し40得点を記録しているが、この得点数はハリー・ケイン（69得点・2024年末現在）、ウェイン・ルーニー（53得点）、ボビー・チャールトン（49得点）、ガリー・リネカー（48得点）、ジミー・グリーブス（44得点）に続いて歴代6位の記録である。ワールドカップ、ユーロとその予選の試合では26得点を記録しており、7試合でキャプテンを務めた。
2007年12月まで4試合以上ゴールを記録しなかったことはなく、レギュラーとして起用され続けてきたが、ウェイン・ルーニーやセオ・ウォルコットを始めとした選手の台頭によりポジションは不確かなものとなり、ファビオ・カペッロが指揮を執った初めの2試合は4-5-1のフォーメーションを採用したため、代表でプレイする機会は減少すると見られた。
2008年は低迷したクラブで活躍をしていたが、ワールドカップ予選のアンドラ、クロアチア、カザフスタン、ベラルーシとの試合に招集されなかった。多くのファンや識者はオーウェンの招集を望んでいたが、カペッロは招集しなかった。
2008年11月に行われたドイツとの親善試合では、ウェイン・ルーニーとエミール・ヘスキーが起用できないにも関わらず、オーウェンは招集されなかった。しかし、カペッロは今後オーウェンを招集する可能性を否定しなかった。
カペッロはレギュラーとしてプレイしている選手を招集する方針を示したため、オーウェンが招集される可能性は低くなってしまった。ユナイテッドでは交代での出場がほとんどであり、2010年2月28日に行われたリーグカップの決勝でハムストリングを負傷し、結果として2010 FIFAワールドカップのメンバーには選ばれなかった。

## 現役引退後
引退後は、サッカー指導者の道には進まず、趣味の競馬で馬主として活動している。2020年には特別コンテンツ『マイケル・オーウェン 馬主としての夢 －ジャパンカップと英ダービー by JRA』がインターネット限定で配信された。
またリヴァプールのアイドルでありながら、宿敵マンチェスター・ユナイテッドに移籍した経緯から、引退後もリヴァプール・サポーターから敵視されていることを明かしている。

## 私生活
1984年にプライマリー・スクールでイングランド出身の女性と出会った。北ウェールズのフリントシャーに土地を購入し、自動車、彼女は競走馬をそこに預けている。2人は2004年2月14日に式を挙げ、2005年6月24日に入籍をした。
夫妻には4人の子供がおり、2003年5月1日に長女が生まれ、2006年2月6日に長男が生まれ、2007年10月29日には次女が生まれ、2010年2月26日に三女が生まれた。
ニューカッスルでプレーするためにイギリスに戻ってからは、毎日近くのBAEシステムズからヘリコプターで練習に通っていた。後に家にヘリポートとAS 365を所有し、パイロットになるための訓練を受けていたが、高額な保険料を支払わなければならないため、クラブから訓練を受けることを禁止された。
家族のために、かつて住んでいた場所の近くの通り全体を購入し、2008年にはウォルト・ディズニーが所有していた土地をエステポナの有名な不動産屋であるポール・グリムショウから購入したと『デイリー・エクスプレス』紙が報じた。
2004年にはオーウェンの姉が若者2人に誘拐されそうになったが、彼女が妊娠していることを告げると犯人は逃亡した。
数台の自動車とヘリコプターを持ち、競馬とギャンブルを趣味にしている。多くの競走馬も所有、生産しており、トム・ダスコムビーが調教をしている。持ち馬のBrown PantherがアイリッシュセントレジャーでG1を勝利した。義理の兄リッチー・パートリッジもサッカー選手である。
多くの広告に出演し、2001年にオーウェンは朝食用のシリアル「ネスレ・スポーティーズ」の広告塔を務め、粉洗剤「パーシル」とは100万ポンド相当の契約を結んだ。「ワールドサッカー ウイニングイレブン 2008」ではイメージキャラクターを務め、1998年からティソのアンバサダーを務め、ジャガーとも契約している。
引退後は地元のチームであり、かつて父がプレーしていたチェスター・シティに何らかの形で関わっていきたいと話していた。

## 個人成績
| 所属クラブ                   | シーズン  | リーグ戦 | リーグ戦 | カップ戦 | カップ戦 | リーグカップ戦 | リーグカップ戦 | UEFA主催 | UEFA主催 | その他 | その他 | 通算 | 通算 |
| 所属クラブ                   | シーズン  | 出場     | 得点     | 出場     | 得点     | 出場           | 得点           | 出場     | 得点     | 出場   | 得点   | 出場 | 得点 |
| ---------------------------- | --------- | -------- | -------- | -------- | -------- | -------------- | -------------- | -------- | -------- | ------ | ------ | ---- | ---- |
| リヴァプール                 | 1996–97   | 2        | 1        | 0        | 0        | 0              | 0              | 0        | 0        | 0      | 0      | 2    | 1    |
| リヴァプール                 | 1997–98   | 36       | 18       | 0        | 0        | 4              | 4              | 4        | 1        | 0      | 0      | 44   | 23   |
| リヴァプール                 | 1998-99   | 30       | 18       | 2        | 2        | 2              | 1              | 6        | 2        | 0      | 0      | 40   | 23   |
| リヴァプール                 | 1999-2000 | 27       | 11       | 1        | 0        | 2              | 1              | 0        | 0        | 0      | 0      | 30   | 12   |
| リヴァプール                 | 2000-01   | 28       | 16       | 5        | 3        | 2              | 1              | 11       | 4        | 0      | 0      | 46   | 24   |
| リヴァプール                 | 2001-02   | 29       | 19       | 2        | 2        | 0              | 0              | 10       | 5        | 2      | 2      | 43   | 28   |
| リヴァプール                 | 2002-03   | 35       | 19       | 2        | 0        | 4              | 2              | 12       | 7        | 1      | 0      | 54   | 28   |
| リヴァプール                 | 2003-04   | 29       | 16       | 3        | 1        | 0              | 0              | 6        | 2        | 0      | 0      | 38   | 19   |
| リヴァプール                 | 通算      | 216      | 118      | 15       | 8        | 14             | 9              | 49       | 21       | 3      | 2      | 297  | 158  |
| レアル・マドリー             | 2004–05   | 36       | 13       | 4        | 2        | –              | –              | 5        | 1        | 0      | 0      | 45   | 16   |
| レアル・マドリー             | 通算      | 36       | 13       | 4        | 2        | –              | –              | 5        | 1        | 0      | 0      | 45   | 16   |
| ニューカッスル・ユナイテッド | 2005-06   | 11       | 7        | 0        | 0        | 0              | 0              | 0        | 0        | 0      | 0      | 11   | 7    |
| ニューカッスル・ユナイテッド | 2006-07   | 3        | 0        | 0        | 0        | 0              | 0              | 0        | 0        | 0      | 0      | 3    | 0    |
| ニューカッスル・ユナイテッド | 2007-08   | 29       | 11       | 3        | 1        | 1              | 1              | 0        | 0        | 0      | 0      | 33   | 13   |
| ニューカッスル・ユナイテッド | 2008-09   | 28       | 8        | 2        | 0        | 2              | 2              | 0        | 0        | 0      | 0      | 32   | 10   |
| ニューカッスル・ユナイテッド | 通算      | 71       | 26       | 5        | 1        | 3              | 3              | 0        | 0        | 0      | 0      | 79   | 30   |
| マンチェスター・ユナイテッド | 2009-10   | 19       | 3        | 1        | 0        | 4              | 2              | 6        | 4        | 1      | 0      | 31   | 9    |
| マンチェスター・ユナイテッド | 2010-11   | 11       | 2        | 2        | 1        | 1              | 2              | 2        | 0        | 1      | 0      | 16   | 5    |
| マンチェスター・ユナイテッド | 2011-12   | 1        | 0        | 0        | 0        | 1              | 2              | 0        | 0        | 0      | 0      | 2    | 2    |
| マンチェスター・ユナイテッド | 通算      | 31       | 5        | 3        | 1        | 6              | 6              | 8        | 4        | 2      | 0      | 49   | 16   |
| ストーク・シティ             | 2012-13   | 8        | 1        |          |          |                |                |          |          |        |        |      |      |
| ストーク・シティ             | 通算      | 8        | 1        |          |          |                |                |          |          |        |        |      |      |
| 通算                         | 通算      | 362      | 163      | 27       | 12       | 23             | 18             | 62       | 26       | 5      | 2      | 470  | 220  |

## 代表歴

### 出場大会
- イングランド代表
  - 1998 FIFAワールドカップ
  - 2002 FIFAワールドカップ
  - 2006 FIFAワールドカップ

### 試合数
- 国際Aマッチ 89試合 40得点（1998年-2008年）[105]

| イングランド代表 | 国際Aマッチ | 国際Aマッチ |
| 年               | 出場        | 得点        |
| ---------------- | ----------- | ----------- |
| 1998             | 12          | 4           |
| 1999             | 6           | 1           |
| 2000             | 6           | 3           |
| 2001             | 8           | 6           |
| 2002             | 12          | 5           |
| 2003             | 9           | 5           |
| 2004             | 13          | 4           |
| 2005             | 9           | 7           |
| 2006             | 5           | 1           |
| 2007             | 8           | 4           |
| 2008             | 1           | 0           |
| 通算             | 89          | 40          |

### 得点
| ゴール | 日付           | 開催地                                                   | 対戦国             | 試合結果 | 大会名                      |
| ------ | -------------- | -------------------------------------------------------- | ------------------ | -------- | --------------------------- |
| 1      | 1998年5月27日  | スタッド・モハメド・サンク、カサブランカ                 | モロッコ           | 1–0      | 親善試合                    |
| 2      | 1998年6月22日  | スタジアム・ミュニシパル、トゥールーズ                   | ルーマニア         | 1–2      | 1998 FIFAワールドカップ     |
| 3      | 1998年6月30日  | スタッド・ジェフロワ＝ギシャール、サン＝テティエンヌ     | アルゼンチン       | 2–2      | 1998 FIFAワールドカップ     |
| 4      | 1998年10月14日 | スタッド・ヨジー・バーテル、ルクセンブルク市             | ルクセンブルク     | 3–0      | UEFA EURO 2000予選          |
| 5      | 1999年9月4日   | ウェンブリー・スタジアム、ロンドン                       | ルクセンブルク     | 6–0      | UEFA EURO 2000予選          |
| 6      | 2000年5月27日  | ウェンブリー・スタジアム、ロンドン                       | ブラジル           | 1–1      | 親善試合                    |
| 7      | 2000年6月20日  | スタッド・デュ・ペイ・ド・シャルルロワ、シャルルロワ     | ルーマニア         | 2–3      | UEFA EURO 2000              |
| 8      | 2000年9月2日   | スタッド・ド・フランス、パリ                             | フランス           | 1–1      | 親善試合                    |
| 9      | 2001年3月24日  | アンフィールド、リヴァプール                             | フィンランド       | 2–1      | 2002 FIFAワールドカップ予選 |
| 10     | 2001年3月28日  | ケマル・スタファ・スタジアム、ティラナ                   | アルバニア         | 3–1      | 2002 FIFAワールドカップ予選 |
| 11     | 2001年9月1日   | ミュンヘン・オリンピアシュタディオン、ミュンヘン         | ドイツ             | 5–1      | 2002 FIFAワールドカップ予選 |
| 12     | 2001年9月1日   | ミュンヘン・オリンピアシュタディオン、ミュンヘン         | ドイツ             | 5–1      | 2002 FIFAワールドカップ予選 |
| 13     | 2001年9月1日   | ミュンヘン・オリンピアシュタディオン、ミュンヘン         | ドイツ             | 5–1      | 2002 FIFAワールドカップ予選 |
| 14     | 2001年9月5日   | セント・ジェームズ・パーク、ニューカッスル               | アルバニア         | 2–0      | 2002 FIFAワールドカップ予選 |
| 15     | 2002年4月17日  | アンフィールド、リヴァプール                             | パラグアイ         | 4–0      | 親善試合                    |
| 16     | 2002年5月21日  | 済州ワールドカップ競技場、西帰浦市                       | 韓国               | 1–1      | 親善試合                    |
| 17     | 2002年6月15日  | ビッグスワン、新潟市                                     | デンマーク         | 3–0      | 2002 FIFAワールドカップ     |
| 18     | 2002年6月21日  | 静岡スタジアム・エコパ、袋井市                           | ブラジル           | 1–2      | 2002 FIFAワールドカップ     |
| 19     | 2002年10月12日 | テヘレネ・ポーレ、ブラチスラヴァ                         | スロバキア         | 2–1      | UEFA EURO 2004予選          |
| 20     | 2003年3月29日  | ラインパーク・シュタディオン、ファドゥーツ               | リヒテンシュタイン | 2–0      | UEFA EURO 2004予選          |
| 21     | 2003年6月11日  | リヴァーサイド・スタジアム、ミドルズブラ                 | スロバキア         | 2–1      | UEFA EURO 2004予選          |
| 22     | 2003年6月11日  | リヴァーサイド・スタジアム、ミドルズブラ                 | スロバキア         | 2–1      | UEFA EURO 2004予選          |
| 23     | 2003年8月20日  | ポートマン・ロード、イプスウィッチ                       | クロアチア         | 3–1      | 親善試合                    |
| 24     | 2003年9月10日  | オールド・トラッフォード、マンチェスター                 | リヒテンシュタイン | 2–0      | UEFA EURO 2004予選          |
| 25     | 2004年6月1日   | シティ・オブ・マンチェスター・スタジアム、マンチェスター | 日本               | 1–1      | 2004 FAサマー・トーナメント |
| 26     | 2004年6月24日  | エスタディオ・ダ・ルス、リスボン                         | ポルトガル         | 2–2      | UEFA EURO 2004              |
| 27     | 2004年8月18日  | セント・ジェームズ・パーク、ニューカッスル               | ウクライナ         | 3–0      | 親善試合                    |
| 28     | 2004年10月13日 | トフィク・バフラモフ・スタジアム、バクー                 | アゼルバイジャン   | 1–0      | 2006 FIFAワールドカップ予選 |
| 29     | 2005年3月26日  | オールド・トラッフォード、マンチェスター                 | 北アイルランド     | 4–0      | 2006 FIFAワールドカップ予選 |
| 30     | 2005年5月31日  | ジャイアンツ・スタジアム、イーストラザフォード           | コロンビア         | 3–2      | 親善試合                    |
| 31     | 2005年5月31日  | ジャイアンツ・スタジアム、イーストラザフォード           | コロンビア         | 3–2      | 親善試合                    |
| 32     | 2005年5月31日  | ジャイアンツ・スタジアム、イーストラザフォード           | コロンビア         | 3–2      | 親善試合                    |
| 33     | 2005年10月12日 | オールド・トラッフォード、マンチェスター                 | ポーランド         | 2–1      | 2006 FIFAワールドカップ予選 |
| 34     | 2005年11月12日 | スタッド・ドゥ・ジュネーヴ、ジュネーヴ                   | アルゼンチン       | 3–2      | 親善試合                    |
| 35     | 2005年11月12日 | スタッド・ドゥ・ジュネーヴ、ジュネーヴ                   | アルゼンチン       | 3–2      | 親善試合                    |
| 36     | 2006年6月3日   | オールド・トラッフォード、マンチェスター                 | ジャマイカ         | 6–0      | 親善試合                    |
| 37     | 2007年6月6日   | ア・ル・コック・アレーナ、タリン                         | エストニア         | 3–0      | UEFA EURO 2008予選          |
| 38     | 2007年9月8日   | ウェンブリー・スタジアム、ロンドン                       | イスラエル         | 3–0      | UEFA EURO 2008予選          |
| 39     | 2007年9月12日  | ウェンブリー・スタジアム、ロンドン                       | ロシア             | 3–0      | UEFA EURO 2008予選          |
| 40     | 2007年9月12日  | ウェンブリー・スタジアム、ロンドン                       | ロシア             | 3–0      | UEFA EURO 2008予選          |

## タイトル

### クラブ

#### リヴァプール
- FAカップ：2000-01
- フットボールリーグカップ：2000-01, 2002-03
- FAコミュニティ・シールド：2001
- UEFAカップ：2000-01
- UEFAスーパーカップ：2001

#### マンチェスター・ユナイテッド
- プレミアリーグ：2010-11
- フットボールリーグカップ：2009-10
- FAコミュニティ・シールド：2010

### 個人
- PFA年間最優秀若手選手賞：1997-98
- プレミアリーグ月間最優秀選手：1998.8
- プレミアリーグ得点王：1997-98, 1998-99
- PFA年間ベストイレブン：1997-98
- BBCスポーツ・パーソナリティ・オブ・ザ・イヤー：1998
- FIFAワールドカップベストヤングプレイヤー：1998
- バロンドール：2001
- プレミアリーグ10周年記念ベストイレブン（国内選手による）: 2002
- 20世紀の偉大なサッカー選手100人（44位）: 1999
- 世界最優秀選手賞：2001
- FIFA 100：2004